# Okno (województwo zachodniopomorskie)
Okno – osada leśna w Polsce położona w województwie zachodniopomorskim, w powiecie myśliborskim, w gminie Barlinek. Miejscowość leży na wschodnim brzegu jeziora Okunino.
W latach 1975–1998 miejscowość administracyjnie należała do województwa gorzowskiego.